# (1539) Borrelly
Pour les articles homonymes, voir Borrelly.
(1539) Borrelly est un astéroïde de la ceinture principale nommé en l'honneur de l'astronome français Alphonse Louis Nicolas Borrelly qui découvrit 18 astéroïdes et la comète 19P/Borrelly.